# Ilex kiusiana
Ilex kiusiana är en järneksväxtart som beskrevs av Hatusima. Ilex kiusiana ingår i släktet järnekar, och familjen järneksväxter. Inga underarter finns listade i Catalogue of Life.